# بارتولومئو کامپانیولی
بارتولومئو کامپانیولی (به ایتالیایی: Bartolomeo Campagnoli؛ زادهٔ ۱۰ سپتامبر ۱۷۵۱ – درگذشتهٔ ۶ نوامبر ۱۸۲۷) آهنگساز، ویولنیست و ویولانواز ویرتئوز ایتالیایی بود. او به عنوان یکی از شخصیت‌های محوری در گذار از مکتب ویولن ایتالیایی قرن هجدهم به پداگوژی (هنر آموزش) مدرن قرن نوزدهم شناخته می‌شود. کامپانیولی که از شاگردان برجستهٔ پیترو ناردینی بود، پس از کسب شهرت به عنوان یک تکنواز در سراسر اروپا، برای بیش از دو دهه جایگاه معتبر کنسرت‌مایستر «ارکستر گواندهاوس لایپزیگ» را در اختیار داشت. با این حال، بزرگ‌ترین میراث او در آثار آموزشی‌اش، به‌ویژه اثر جاودانه‌اش، ۴۱ کاپریس برای ویولای سولو، نهفته است که تا به امروز به عنوان سنگ بنای رپرتوار مدرن ویولا در سراسر جهان مورد استفاده قرار می‌گیرد.

## زندگی‌نامه

### تولد و سال‌های نخستین
بارتولومئو کامپانیولی در ۱۰ سپتامبر ۱۷۵۱ در شهر چنتو، واقع در ناحیهٔ امیلیا-رومانیا، به دنیا آمد؛ پدرش تاجری مرفه بود که امکان دسترسی به آموزش‌های هنری را برای خانواده فراهم می‌کرد. چنتو در آن زمان شهری کوچک اما برخوردار از محیط فرهنگی فعال بود و محافل موسیقی در خانه‌های اشرافی آن رونق داشتند. این شهر که پیش‌تر به خاطر پرورش هنرمندانی چون گوئرچینو شهره بود، بستری مناسب برای رشد استعدادهای هنری محسوب می‌شد. این زمینه، در کنار حمایت مالی خانواده، نقش مهمی در شکل‌گیری مسیر هنری کامپانیولی ایفا کرد.

### آموزش‌های اولیه و نخستین استادان
او نخستین درس‌های ویولن را نزد عموی پدربزرگش آغاز کرد؛ آموزش‌هایی که بیشتر به تمرینات پایه‌ای محدود بود. سپس برای تحصیل حرفه‌ای‌تر به بولونیا رفت و شاگرد آلبرتو دال‌اوکا شد؛ وی از شاگردان مستقیم آنتونیو لولی، یکی از بزرگ‌ترین نوازندگان ویرتئوز ایتالیا در آن دوره، بود و متدی متأثر از مکتب ایتالیایی داشت. مکتب لولی بر تکنیک‌های درخشان دست چپ و آرشه‌کشی قدرتمند تأکید داشت و این آموزش، پایهٔ فنی کامپانیولی را بیش از پیش تقویت کرد. این مرحله، کامپانیولی را با مبانی سونوریته و تکنیک باروکی آشنا کرد.

### تحصیل در مودنا و آشنایی با مکتب تارتینی
از سال ۱۷۶۳ به مودنا رفت و نزد دون پائولو گوستاروبا، یکی از شاگردان برجستهٔ جوزپه تارتینی، به یادگیری پرداخت. مکتب تارتینی، در تقابل با سبک‌های صرفاً تکنیک‌محور، بر کیفیت آوازی (cantabile)، زیبایی صدادهی و کنترل بیانگر آرشه متمرکز بود. آموزش در این دوره مبتنی بر روش «اصالت ملودیک و کنترل تمپو» بود که بعدها در آثار کامپانیولی نمود یافت. این ارتباط غیرمستقیم با سنت تارتینی، سبک وی را میان دو دورهٔ باروک و کلاسیک قرار داد.

### بازگشت موقت و تجربهٔ اجرایی
در ۱۷۶۶ به زادگاهش بازگشت و در یک ارکستر محلی به اجرا پرداخت. این تجربه نخستین مواجههٔ او با صحنه‌های عمومی بود. دو سال بعد، در ۱۷۶۸، تحت تأثیر نوازندگی ویولن‌نواز، فرانتس لاموت، که به خاطر تکنیک‌های بدیع و جسورانه‌اش شهرت داشت، به دنبال او به ونیز و پادوا سفر کرد؛ شهرهایی که در آن زمان کانون نوگرایی موسیقایی ایتالیا محسوب می‌شدند.

### دوران فلورانس و تأثیر ناردینی
کامپانیولی چندین سال در فلورانس اقامت گزید و در این دوره، شاگرد پیترو ناردینی شد. ناردینی، که به‌عنوان برجسته‌ترین و وفادارترین شاگرد تارتینی شناخته می‌شد، بیش از تکنیک‌های صرف، بر انتقال روح و احساس در موسیقی تأکید می‌کرد و این نگرش عمیقاً بر شخصیت هنری کامپانیولی تأثیر گذاشت. این شاگردی تأثیری بنیادین بر آیندهٔ حرفه‌ای او گذاشت و کامپانیولی ظرافت در بیان موسیقایی و لحن آوازگونهٔ مکتب تارتینی-ناردینی را از استادش به ارث برد. او در همین سال‌ها، علاوه بر تحصیل، در ارکستر تئاتر دلا پرگولا در فلورانس، که یکی از قدیمی‌ترین و معتبرترین سالن‌های اپرای ایتالیا بود، نواخت و سپس به رم رفت و در تئاتر آرژانتینا فعالیت کرد. این تجربه‌ها جایگاه او را به‌عنوان نوازندهٔ حرفه‌ای مستحکم ساخت.

### ورود به دربارها و تورهای اروپایی

#### سمت نخستین در باواریا
در سال ۱۷۷۶ به عنوان کاپل‌مایستر در دربار اسقف فرایزینگ در باواریا منصوب شد. این موقعیت، نخستین سمت رسمی مهم او بود و فرصتی برای هدایت ارکستر و خلق قطعات آوازی فراهم آورد.

#### سفرها و اجراها در اروپای شمالی
دو سال بعد، در ۱۷۷۸، یک تور گستردهٔ کنسرت در شمال اروپا برگزار کرد که شامل اقامت‌های چندماهه در گرودنو و ورشو بود. در این سفر، آثار وی به‌ویژه در قالب سونات و دوئت به اجرا درآمد و با استقبال اشراف محلی روبه‌رو شد.

#### خدمت در دربار کورلند
در ۱۷۷۹ به مقام مدیر موسیقی در دربار دوک کورلند، پیتر فون بیرون، در درسدن رسید. این دربار به حمایت از هنر شهره بود و کامپانیولی در این دوره به ثبات حرفه‌ای دست یافت. وی ضمن حفظ این سمت، سفرهای متعددی به دربارهای اروپایی انجام داد؛ از جمله در ۱۷۸۳ که به سوئد رفت و به عضویت آکادمی سلطنتی موسیقی استکهلم درآمد.

### دورهٔ لایپزیگ و اوج فعالیت‌های حرفه‌ای

#### سمت کنسرت‌مایستری گواندهاوس
در ۱۷۹۷ دربار کورلند را ترک کرد و به‌عنوان کنسرت‌مایستر ارکستر معتبر گواندهاوس لایپزیگ، که یکی از برجسته‌ترین نهادهای موسیقی اروپا به شمار می‌رفت، منصوب شد؛ مقامی که تا سال ۱۸۱۸ حفظ کرد. این دوره، اوج فعالیت حرفه‌ای کامپانیولی به‌شمار می‌رود.

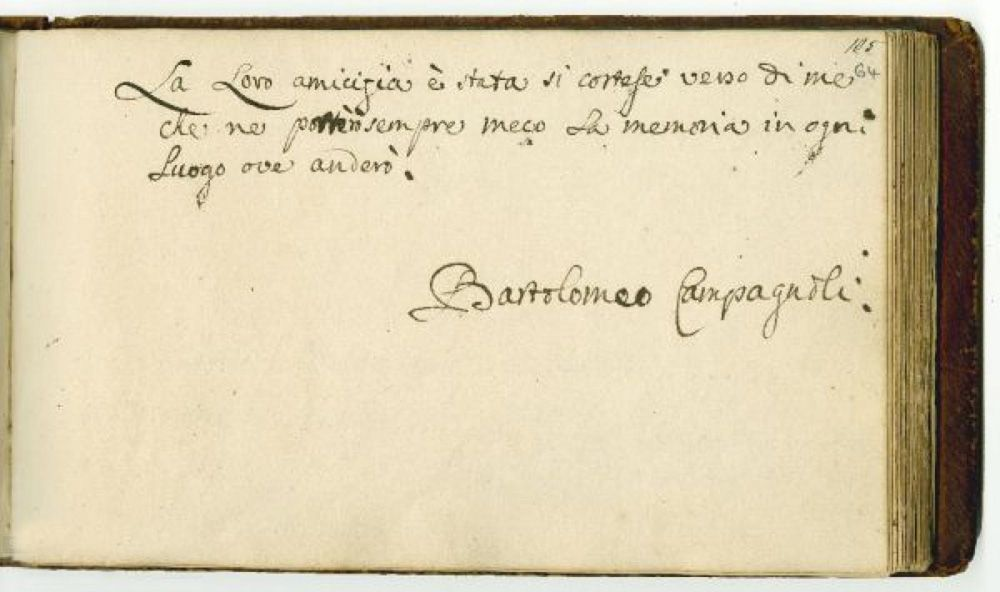
یادداشتی در آلبوم خاطرات همراه با امضای کامپانیولی از دوران اقامتش در لایپزیگ.

#### تأسیس کوارتت گواندهاوس
پس از تشکیل کوارتت گواندهاوس در ۱۸۰۸، به عضویت نخستین ترکیب آن درآمد. این کوارتت به‌سرعت به یکی از مهم‌ترین گروه‌های موسیقی مجلسی در آلمان تبدیل شد. این مشارکت جایگاه او را به‌عنوان مروج موسیقی مجلسی تثبیت کرد.

#### معاشرت‌های هنری و خاطرهٔ لویی اشپور
فعالیت او در لایپزیگ با وقفه‌ای چندساله در حدود ۱۸۰۱ همراه بود که در این زمان به پاریس رفت و با چهره‌هایی چون لوئیجی کروبینی و رودلف کرویتزر ارتباط برقرار کرد. این سفر او را در معرض مکتب ویولن فرانسوی قرار داد که در آن زمان به واسطهٔ کنسرواتوار پاریس در حال تدوین استانداردهای جدیدی برای نوازندگی بود. این معاشرت‌ها موجب آشنایی او با تحولات جدید در ویولن‌نوازی فرانسه شد. در همین دوران، آهنگساز بزرگ، لویی اشپور، که برای کنسرتی به لایپزیگ سفر کرده بود، اجرای کامپانیولی از کنسرتو ویولن شماره ۱۳ در ر ماژور کرویتزر را شنید و در خاطراتش نوشت: «درست است که متد او از مکتب قدیم است؛ اما نوازندگی‌اش ناب و بی‌نقص است.»

### واپسین سال‌ها و پایان زندگی
در ۶ دسامبر ۱۸۰۸ به لژ فراماسونری «مینروا نزد سه نخل» در لایپزیگ پیوست. در ۱۸۱۶ همراه دو دخترش، آلبرتینا و جیانتا، که هر دو خواننده بودند و استعدادشان مورد توجه محافل موسیقی قرار گرفته بود، تور هنری در ایتالیا برگزار کرد. پس از این تور، از سمت خود در ارکستر گواندهاوس استعفا داد تا بر حمایت از حرفهٔ دخترانش که در اپرای فرانکفورت استخدام شده بودند، متمرکز شود. این تصمیم نشان‌دهندهٔ گذار او از فعالیت شخصی به سرمایه‌گذاری بر آیندهٔ هنری خانواده‌اش بود. در ۱۸۲۰ به هانوفر نقل مکان کرد و در پاییز ۱۸۲۶ آنان را تا نوی‌اشترلیتس همراهی نمود؛ جایی که دیگر در زندگی موسیقایی فعال نبود. او در سال ۱۸۲۷ بر اثر کهولت سن در همان شهر درگذشت.

### آرامگاه
مزار او در گورستان قدیمی نوی‌اشترلیتس با نقش برجستهٔ چنگ رومی چهارسیمی و تاجی از برگ بو آراسته شده بود، اما پس از ۱۹۴۵ تخریب و نابود شد.

## سبک و تأثیرگذاری
بارتولومئو کامپانیولی یکی از واپسین استادان برجستهٔ مکتب ویولن ایتالیایی در اواخر قرن هجدهم بود؛ هنرمندی که درست در نقطهٔ عطف گذار از باروک به کلاسیک ایستاد. سبک او پیوندی زنده میان دو عصر بود: تغزل پرشکوه و خطوط آزاد مکتب باروک از یک‌سو، و شفافیت متوازن و وضوح ساختاری دوران کلاسیک از سوی دیگر. این موقعیت میان‌دوره‌ای، آثار او را به الگویی برای «گذار آرام» در تاریخ موسیقی تبدیل کرد. ریشه‌های نوازندگی وی به مکتب تارتینی–ناردینی بازمی‌گشت؛ مکتبی که اصالت ملودی، خلوص صدا و لحن آوازگونه (cantabile) را بر هر جلوهٔ صرفاً نمایشی مقدم می‌داشت. کامپانیولی با حفظ این جوهره، به ساختاری نوین روی آورد و تکنیک را در خدمت بیان هنری قرار داد، نه برعکس؛ به همین دلیل، اجراهایش حتی برای نسل‌های بعد، «کامل اما بی‌تظاهر» توصیف می‌شد.
نوازندگی او در سطحی از پالودگی قرار داشت که معاصرانش آن را «شفاف، گرم و زنده» می‌خواندند. مهارت او در دابل‌استاپ مثال‌زدنی بود؛ تکنیکی که در قرن هجدهم نه‌تنها دشوار بلکه نشانهٔ کمال نوازندگی محسوب می‌شد. علاوه بر این، اجرای دقیق پاساژهای گام‌محور در موقعیت‌های بالای دسته و توانایی کنترل دینامیک ظریف، از او چهره‌ای شاخص ساخت. لویی اشپور، نمایندهٔ مکتب نوین ویولن آلمان، پس از شنیدن نوازندگی او نوشت: «روش او از مکتب قدیم است، اما در کمالی بی‌نقص.» این جمله نشان می‌دهد که کامپانیولی توانست اصالت ایتالیا را در دنیایی که به‌سوی استانداردهای نوین می‌رفت، زنده و معتبر نگاه دارد.

### گسترش تکنیک ویولا و سبک آهنگسازی
تأثیر کامپانیولی تنها به ویولن محدود نبود؛ او یکی از نخستین ویرتئوزهای تاریخ‌ساز ویولا نیز به شمار می‌رود. در دورانی که ویولا عمدتاً به عنوان یک ساز هارمونیک و میانی در ارکستر به کار می‌رفت، کامپانیولی با خلق مجموعهٔ درخشان «۴۱ کاپریس برای ویولا» (اپوس ۲۲)، قابلیت‌های تکنیکی و بیانی این ساز را به سطحی نوین ارتقا داد. این کاپریس‌ها که امروزه نیز بخش جدایی‌ناپذیر رپرتوار آموزشی هر نوازندهٔ حرفه‌ای ویولاست، به این ساز هویتی مستقل به عنوان یک ساز سولو بخشید. سبک آهنگسازی او نیز بازتابی مستقیم از نوازندگی‌اش بود: ملودی‌های روان و آوازگونه، ساختاری شفاف و هارمونی‌های زیبا که همگی برای به نمایش گذاشتن بهترین ویژگی‌های صوتی سازهای زهی آرشه‌ای طراحی شده بودند.

### نوآوری‌های فنی و پداگوژیک
بزرگ‌ترین دستاورد کامپانیولی نه فقط در صحنهٔ اجرا، بلکه در حوزهٔ آموزش متبلور شد. او در دوره‌ای حساس که مکتب فرانسوی و آلمانی در حال تعریف استانداردهای جدید بودند، با انتشار «متد نوین مکانیک پیشرونده در نوازندگی ویولن» (اپوس ۲۱) جریان تازه‌ای در آموزش ویولن پدید آورد. این متد به‌گونه‌ای طراحی شده بود که هنرجو را از تمرینات سادهٔ آرشه‌کشی و انگشت‌گذاری، گام‌به‌گام به پیچیده‌ترین پاساژها برساند.
ویژگی‌های اصلی این متد:
- تمرکز بر تدریج‌گرایی (Progressive Mechanics): تمرین‌ها از ساده به پیچیده چیده شده‌اند تا عضلات و ذهن نوازنده هماهنگ رشد کنند.
- بخش‌های اصلی:
  - تمرینات کشش یکنواخت آرشه برای ایجاد سونوریتهٔ پایدار.
  - گام‌های تنال و کروماتیک در پوزیسیون‌های مختلف.
  - دابل‌استاپ و آکوردهای باز و بسته.
  - پاساژهای مبتنی بر تعویض پوزیسیون با تمرکز بر تمیزی حرکت.
  - آرشه‌کشی‌های نوین شامل اسپیکاتو، مارتله و دتاشه سریع.
- نوآوری کلیدی: تغییر در «گریپ آرشه» با انتقال مرکز فشار به انگشت اول. این ابداع کنترل دینامیک و تنوع آرتیکولاسیون را افزایش داد، به‌ویژه برای اجرای پاساژهای جهنده.[اذ][۱۳]

این متد نه‌تنها در ایتالیا، بلکه در مراکز آموزشی آلمان و اسکاندیناوی رواج یافت و به‌ویژه در شکل‌دهی مکتب آلمانی پیش از ظهور اشپور و فردیناند دیوید مؤثر بود. بسیاری از فنونی که بعدها در آثار کرویتزر و رود فرمالیزه شدند، ریشه در این نگاه تدریجی کامپانیولی داشت.

### تأثیر بر نسل بعدی و شکل‌گیری مکتب
تأثیرگذاری کامپانیولی تنها به نوآوری‌های نظری محدود نماند، بلکه به صورت مستقیم و قدرتمند از طریق شاگردان برجسته‌اش به نسل بعدی منتقل شد. دوران فعالیت او به عنوان کنسرت‌مایستر و استاد در لایپزیگ، او را به یکی از محورهای اصلی آموزش ویولن در اروپای مرکزی تبدیل کرد. او در کلاس درس خود، دو نوع هنرمند کاملاً متفاوت اما به یک اندازه مهم را پرورش داد: از یک سو ویرتئوز بزرگ، کارول لیپینسکی، و از سوی دیگر، نظریه‌پرداز و آموزگار برجسته، موریتس هاوپتمن.
لیپینسکی به عنوان یکی از غول‌های نوازندگی قرن نوزدهم، اثباتی زنده بر کارآمدی آموزه‌های کامپانیولی بود. او توانست تغزل و خلوص صدای مکتب ایتالیایی را با قدرت و درام مورد نیاز برای صحنه‌های بزرگ کنسرت ترکیب کند و به رقیبی برای پاگانینی بدل شود. در مقابل، هاوپتمن میراث فکری و روش‌مند استادش را به ارث برد و به یکی از مهم‌ترین تئوریسین‌ها و پداگوگ‌های آلمان تبدیل شد؛ کسی که خود بعدها استاد چهره‌های تاریخ‌سازی چون یوزف یواخیم شد. این زنجیرهٔ انتقال دانش نشان می‌دهد که کامپانیولی چگونه میان سنت قدیم و مکاتب مدرن آلمانی پل زد. بدین ترتیب، کلاس درس او در گواندهاوس به کارگاهی حیاتی بدل شد که در آن، گذشته به کمال می‌رسید و آیندهٔ پداگوژی ویولن شکل می‌گرفت.

## میراث و سال‌های پایانی

### سال‌های پایانی: گذار از صحنهٔ عمومی به مربیگری خصوصی
دههٔ پایانی زندگی بارتولومئو کامپانیولی دوره‌ای است که او آگاهانه جایگاه خود را از یک چهرهٔ درخشان صحنه‌های اروپایی به نقش پدری هنرمند و آموزگاری خصوصی تغییر داد. استعفای او از سمت کنسرت‌مایستر ارکستر گواندهاوس در سال ۱۸۱۸، که یکی از معتبرترین مناصب موسیقایی اروپا بود، نه‌تنها پایانی بر بیش از دو دهه حضور در یکی از برجسته‌ترین مراکز موسیقی آلمان به‌شمار می‌آمد، بلکه نشانه‌ای از انتخابی هدفمند برای تمرکز بر آیندهٔ دو دختر خواننده‌اش، آلبرتینا و جیانتا، بود.
پس از یک تور هنری موفق در ایتالیا، خانواده در ۱۸۲۰ به هانوفر نقل مکان کرد و سپس در ۱۸۲۶ در نوی‌اشترلیتس ساکن شد. در این سال‌ها، کامپانیولی هیچ فعالیت عمومی نداشت و در آرامشی کم‌نظیر، به تربیت خصوصی دخترانش پرداخت. او در ۶ نوامبر ۱۸۲۷، پس از شش دهه زندگی پربار، در همان شهر چشم از جهان فروبست.

### میراث در سایهٔ پاگانینی
درگذشت کامپانیولی هم‌زمان با اوج‌گیری پدیدهٔ شگفت‌انگیز نیکولو پاگانینی بود؛ عصری که با شور رمانتیک، جذابیت افسانه‌ای و نمایش تکنیک‌های خارق‌العاده تعریف شد. «تب پاگانینی» نه‌تنها سالن‌های اروپا را تسخیر کرد، بلکه سلیقهٔ شنوندگان را به‌سوی جلوه‌گری نمایشی و ویرتئوزیتهٔ بی‌مهار کشاند. در چنین فضایی، هنر پالوده و تعادل‌جویانهٔ کامپانیولی که بر خلوص کانتابیله و انسجام ساختاری تأکید داشت، برای مدتی به‌عنوان میراثی «محافظه‌کارانه» دیده شد.
بااین‌حال، درخشش پاگانینی تنها سایه‌ای موقتی بود؛ چراکه میراث کامپانیولی، برخلاف زرق‌وبرق‌های گذرا، در بنیان‌های آموزشی و روش‌شناختی موسیقی ریشه داشت؛ جایی که ارزش آن، دیرتر اما عمیق‌تر آشکار شد.

### ماندگاری میراث آموزشی: معمار پداگوژی مدرن
اگر در عرصهٔ اجرا، نام او برای مدتی به حاشیه رفت، در حوزهٔ آموزش و تدوین متد، جایگاهش استوار ماند. دو اثر بنیادین، نام او را در تاریخ موسیقی حک کردند:
1. متد نوین برای ویولن (Nouvelle méthode..., اپوس ۲۱)
این متد، نخستین اثر نظام‌مند در اروپا بود که بر «مکانیک تدریجی» تأکید داشت؛ رویکردی که از تمرینات سادهٔ کنترل آرشه‌کشی و کشش یک‌دست آغاز می‌کرد و تا پیچیده‌ترین الگوهای پوزیسیون و آرتیکولاسیون پیش می‌رفت. این اثر در نیمهٔ اول قرن نوزدهم به یکی از متون مرجع در کنسرواتوار لایپزیگ تبدیل شد و مسیر مکتب آلمانی را هموار ساخت. پیوند غیرمستقیم این سنت به یوزف یواخیم و شاگردان او، که معیارهای «جدیت آلمانی» در تفسیر آثار کلاسیک و رمانتیک را بنا کردند، نشان‌دهندهٔ ژرفای نفوذ متد کامپانیولی است.
2. ۴۱ کاپریس برای ویولا (اپوس ۲۲)

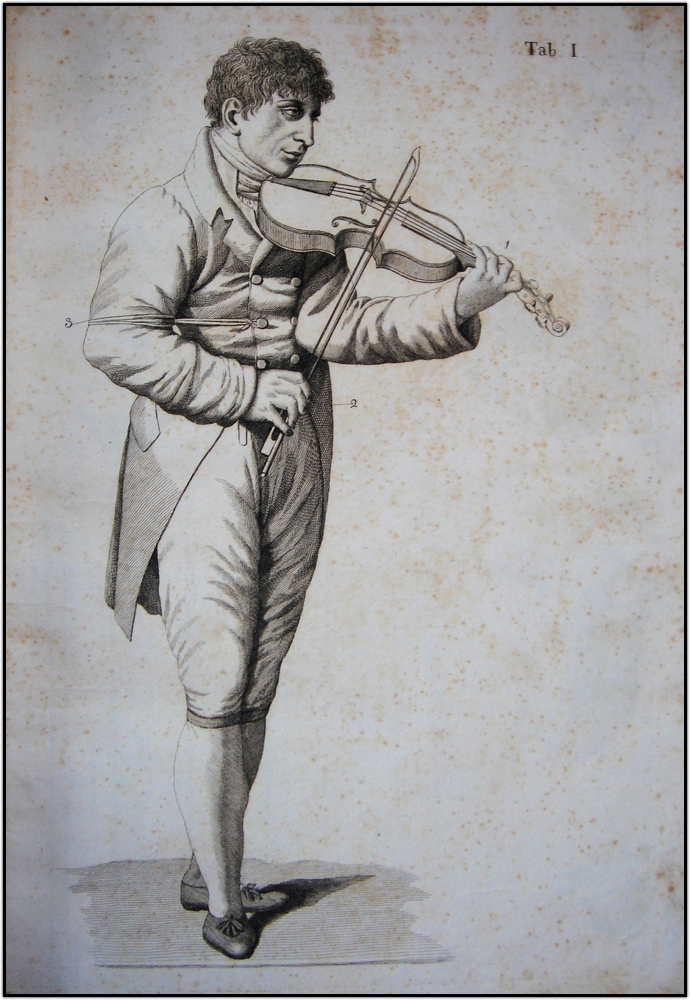
ویولن‌نواز؛ تصویری از کتاب «متد ویولن، اپوس ۲۱» اثر بارتولومئو کامپانیولی.

این مجموعه، نخستین کوشش جامع برای ساختن یک رپرتوار آموزشی سطح‌بالا برای ویولا بود؛ سازی که تا آن زمان عمدتاً نقش هم‌نواز و همراه را ایفا می‌کرد. کامپانیولی با این اثر، نه‌تنها ویولا را به عرصهٔ تکنیک پیشرفته وارد کرد، بلکه بنیان یک «مکتب سولو» برای این ساز را بنا نهاد. این کاپریس‌ها، با گسترهٔ تکنیکی چشمگیرشان، هنوز هم به‌عنوان متنی اجباری در آموزش ویولا در جهان شناخته می‌شوند و بر نوازندگانی چون لیونل ترتیس و ویلیام پریمر تأثیر گذاشتند.

### شاگردان برجسته و شبکهٔ تأثیرگذاری
میراث کامپانیولی تنها در کتاب‌هایش خلاصه نمی‌شود؛ بلکه از طریق شاگردانش در پهنهٔ اروپا گسترش یافت. برخی از مهم‌ترین شاگردان او عبارت بودند از کارول لیپینسکی و موریتس هاوپتمن، در کنار چهره‌هایی چون:
- فرانز کلوگارتن (Franz Klughardt): نوازندهٔ ویولن و ویولا که بعدها به عنوان نوازندهٔ برجستهٔ مجلسی و رهبر ارکستر در درسدن به شهرت رسید و سنت استادش را در یکی دیگر از مراکز مهم موسیقی آلمان ترویج داد.
- هاینریش آگوست ماتیاس (Heinrich A. Matthias): از اعضای کلیدی نخستین کوارتت‌های زهی حرفه‌ای در لایپزیگ که به طور مستقیم در تداوم میراث موسیقی مجلسی استادش نقش داشت و به عنوان آموزگار، نسل پیش از یواخیم را در این شهر تربیت کرد.
- کارل آگوست بریمر (Carl August Bremer): ویولنیست و ویولیست چیره‌دستی که با فعالیت در پاریس، آموزه‌های مکتب ایتالیایی-آلمانی کامپانیولی را به قلب مکتب رقیب فرانسوی برد و به تبادل هنری میان این دو سنت کمک کرد.

این شاگردان، حلقهٔ اتصال میان سنت ایتالیایی کامپانیولی و نسل جدید آلمانی بودند. نفوذ آنان، به‌ویژه از طریق آموزش به نوازندگانی چون فردیناند دیوید (کنسرت‌مایستر گواندهاوس پس از او) و سپس یوزف یواخیم، به گسترش نگاه علمی و جدی به تکنیک ویولن در آلمان کمک کرد.

#### شجره‌نامهٔ آموزشی: از ایتالیا تا قلب مکتب آلمان
نبوغ آموزشی کامپانیولی در شجره‌نامهٔ هنری شاگردانش به کامل‌ترین شکل نمایان می‌شود؛ شبکه‌ای که نشان می‌دهد چگونه آموزه‌های او به ستون‌های اصلی مکتب ویولن آلمان در قرن نوزدهم و سپس به سراسر جهان تبدیل شد. این شجره‌نامه تنها از طریق تربیت مستقیم افراد نبود، بلکه از طریق مجموعه آثار مدون او نیز تغذیه می‌شد. آثاری مانند «هفت دیورتیمنتو برای ویولن سولو» (اپوس ۱۸) به عنوان پیش‌نیازی درخشان برای کاپریس‌های پیچیده‌تر عمل می‌کردند و دوئت‌های متعدد او، هنر نوازندگی دونفره را هم برای آموزش و هم برای اجراهای خصوصی به کمال رساندند. این مجموعه آثار در کنار هم، یک سیستم آموزشی کامل را تشکیل می‌دادند.
- شاخهٔ ویرتئوزیته (کارول لیپینسکی): لیپینسکی، به عنوان برجسته‌ترین شاگرد اجرایی کامپانیولی، میراث تغزلی ایتالیایی استادش را با شور و قدرت اسلاوی درآمیخت و به یکی از معدود رقبای پاگانینی تبدیل شد. او خود بنیان‌گذار مکتب ویولن لهستان شد و شاگردان مهمی چون ولادیسلاو گورسکی[اع] را تربیت کرد که این سنت را در اروپای شرقی ادامه دادند.
- شاخهٔ نظریه و پداگوژی (موریتس هاوپتمن): هاوپتمن، نمایندهٔ وجه دیگر آموزش کامپانیولی بود: دقت، ساختارمندی و نگاهی عمیقاً تئوریک. او به عنوان استاد نظریه در کنسرواتوار لایپزیگ، به مغز متفکر مکتب آلمان بدل شد. فهرست شاگردان او خود تاریخی از موسیقی قرن نوزدهم است: فردیناند دیوید (جانشین کامپانیولی در گواندهاوس و اولین اجراکنندهٔ کنسرتو ویولن مندلسون)، هانس فون بولو (پیانیست و رهبر ارکستر افسانه‌ای) و مهم‌تر از همه، یوزف یواخیم.
- نقطهٔ اوج (یوزف یواخیم): یواخیم، که مستقیماً توسط هاوپتمن و به طور غیرمستقیم تحت تأثیر سنت دیوید و کامپانیولی بود، به تأثیرگذارترین آموزگار ویولن در نیمهٔ دوم قرن نوزدهم تبدیل شد. او خود نسلی از بزرگ‌ترین ویولن‌نوازان جهان را تربیت کرد، از جمله:
  - لئوپولد آور: استادی که مکتب ویولن روسیه را پایه‌گذاری کرد و آموزگار اسطوره‌هایی چون یاشا هایفتز، میشا المن و ناتان میلشتاین بود.[اغ][اف][اق]
  - ینو هوبای: بنیان‌گذار مکتب پرآوازهٔ ویولن مجارستان.

بدین‌ترتیب، زنجیرهٔ طلایی و بی‌وقفهٔ انتقال دانش شکل گرفت: تارتینی ← ناردینی ← کامپانیولی ← هاوپتمن/دیوید ← یواخیم ← آور/هوبای ← هایفتز و تمام قرن بیستم.

### بازشناسی در دوران معاصر
در روزگار ما، نگاه به کامپانیولی دگرگون شده است. او دیگر نه در حاشیهٔ نام‌های پرزرق‌وبرق، بلکه به‌عنوان نگهبان اصیل سنت ایتالیا و حلقهٔ پیونددهندهٔ آن با روش‌مندی آلمانی شناخته می‌شود. در جهانی که دوباره به تعادل میان مهارت فنی و عمق موسیقایی توجه دارد، آموزهٔ بنیادین او ــ اینکه تکنیک تنها ابزاری است برای رسیدن به «صدایی زیبا، شفاف و آوازگونه» ــ بیش از هر زمان دیگری طنین‌انداز است. او نه تنها حلقه‌ای در یک زنجیره، بلکه خود صنعتگری بود که با آموزه‌ها و آثارش، آن زنجیره را برای نسل‌های آینده بازآرایی و مستحکم‌تر کرد.

## آثار و دست‌نویس‌ها

### نمای کلی و سبک آهنگسازی
آثار بارتولومئو کامپانیولی تقریباً به‌طور کامل بر سازهای زهی آرشه‌ای، به‌ویژه ویولن و ویولا که دو رکن اصلی هویت هنری او بودند، متمرکز است. او برخلاف بسیاری از هم‌عصرانش، آگاهانه از ورود به ژانرهای آوازی یا سمفونیک گسترده پرهیز کرد و تمام انرژی خلاقانهٔ خود را صرف نگارش آثاری کرد که هدفی دوگانه داشتند: نمایش درخشش تکنیکی و آموزش اصولی نوازندگی. مجموعهٔ آثار او شامل یک کنسرتو برای ویولن (اپوس ۱۵)، بیش از هشت مجموعه دوئت، چندین سونات، و مجموعه‌های تکنیکی مهمی مانند فوگ‌ها (اپوس ۱۰) و دیورتیمنتوها (اپوس ۱۸) است. با این حال، سنگ بنای شهرت او به عنوان آهنگساز، آثار آموزشی بی‌بدیل اوست که جایگاهش را به‌عنوان معمار پداگوژی مدرن ویولن تثبیت کردند.
سبک آهنگسازی او بازتابی مستقیم از فلسفهٔ نوازندگی‌اش است: تمرکز بر وضوح ساختاری الهام‌گرفته از دورهٔ کلاسیک، هارمونی‌های ساده اما مؤثر، و تسلط کامل کانتابیله (لحن آوازگونه) بر تمام خطوط ملودیک. او در آثار آموزشی خود این فلسفه را با رویکردی علمی ترکیب کرد؛ برای مثال، «هفت دیورتیمنتو» (اپوس ۱۸) نه تنها قطعاتی زیبا، بلکه تمرین‌هایی سیستماتیک برای تسلط بر هفت پوزیسیون اصلی ویولن هستند. حتی دوئت‌های او نیز اغلب هدفی آموزشی برای تقویت مهارت‌های همنوازی و شنیداری دنبال می‌کنند. این رویکرد دوگانه باعث شده تا آثارش، که توسط ناشران معتبری چون برایتکپف و هارتل به چاپ می‌رسید، نه‌تنها برای نوازندگان حرفه‌ای، بلکه برای هنرجویان در تمام سطوح، ارزشمند و کاربردی باقی بماند.

### نسخه‌های دست‌نویس و چاپی

#### وضعیت دست‌نویس‌های اصلی
وضعیت میراث مکتوب بارتولومئو کامپانیولی تفاوت بنیادینی با استادان نسل پیشین خود، مانند ناردینی، دارد. در حالی که بخش بزرگی از آثار آهنگسازان باروک و اوایل کلاسیک از طریق نسخه‌های خطی دست‌نویس تکثیر و توزیع می‌شد، میراث کامپانیولی تقریباً به طور کامل بر پایهٔ نسخه‌های چاپی استوار است. دست‌نویس‌های اصلی او که با دست خط خود او نوشته شده باشند بسیار کمیاب هستند. به جز چند نامهٔ شخصی و طرح‌های پراکندهٔ مقدماتی که اغلب پیش‌نویس‌های آهنگسازی بوده‌اند و در آرشیو ناشران نگهداری می‌شوند، هیچ پارتیتور کامل و مهمی که به طور قطعی به خط مؤلف باشد، تاکنون شناسایی نشده است. این امر، کار پژوهشگران را برای تهیهٔ یک نسخهٔ اورتکست بر اساس نسخهٔ مؤلف، تقریباً غیرممکن کرده و در عوض، اعتبار نخستین نسخه‌های چاپی را دوچندان می‌سازد.

#### توزیع جغرافیایی نسخه‌های خطی
با وجود کمیابی دست‌نویس‌های مؤلف، نسخه‌های خطی متعددی که توسط شاگردان، کاتبان حرفه‌ای یا موسیقی‌دانان هم‌عصر او نوشته شده‌اند، در کتابخانه‌ها و آرشیوهای بزرگ اروپا نگهداری می‌شوند. وجود این نسخه‌ها نشان می‌دهد که با وجود رواج چاپ، سنت کپی‌برداری دستی توسط هنرجویان به عنوان بخشی از فرایند یادگیری همچنان ادامه داشت. این نسخه‌ها برای مطالعهٔ نحوهٔ دریافت و اجرای آثار او در قرن نوزدهم اهمیت بسیار دارند. مهم‌ترین مراکز نگهداری عبارت‌اند از:
- آلمان: لایپزیگ در کتابخانه دانشگاه[واژه ۴] و کتابخانه شهر[واژه ۵] و آرشیوهای ناشر برایتکپف و هارتل؛ درسدن در کتابخانه ایالتی زاکسن[واژه ۶] که چندین نسخهٔ کامل از دوئت‌ها و کوارتت‌های او را در بر دارد؛ برلین در کتابخانه دولتی[واژه ۷] و مونیخ در کتابخانه ایالتی باواریا[واژه ۸] نیز مجموعه‌های کوچکتری دارند.
- اتریش: کتابخانه ملی اتریش[واژه ۹] و انجمن دوستداران موسیقی[واژه ۱۰] در وین، با نسخه‌هایی از دوئت‌ها و کوارتت‌های او.
- ایتالیا: میلان در کنسرواتوار جوزپه وردی، [واژه ۱۱] بولونیا در کتابخانه کنسرواتوار جووانی باتیستا مارتینی[واژه ۱۲] و فلورانس.
- فرانسه: کتابخانه ملی فرانسه،[واژه ۱۳] به ویژه در مجموعه‌های مربوط به ناشران پاریسی.
- اسکاندیناوی: نسخه‌هایی از آثار مجلسی در کتابخانه‌های سلطنتی استکهلم و اوپسالا به دلیل عضویت او در آکادمی سلطنتی موسیقی سوئد و همچنین در کپنهاگ.
- دیگر کشورها: نسخه‌هایی در مسکو (کتابخانه دولتی روسیه) و پراگ گزارش شده است.[۲۱]

### نخستین نسخه‌های چاپی

#### ناشران اصلی و مراکز چاپ
کامپانیولی با ناشران بزرگی چون:
- برایتکپف و هارتل (لایپزیگ): ناشر اصلی و بین‌المللی او که با انتشار گستردهٔ متد نوین و اپوس ۲۲، شهرت او را در سراسر اروپا تثبیت کرد. این ناشر همچنین از طریق مجلهٔ معتبر خود، روزنامه عمومی موسیقی،[واژه ۱۴] به نقد و معرفی آثار او کمک می‌کرد.
- ریکوردی (میلان): برای معرفی اولیهٔ آثارش در ایتالیا.[واژه ۱۵]
- ژانه و کوتل (پاریس): برای انتشار آثارش در فرانسه.[واژه ۱۶]
- زیمروک (بن): برای چاپ گلچین‌های آموزشی و برخی دوئت‌ها.[واژه ۱۷]
- پلیل (پاریس): برای انتشار کوارتت‌ها و آثار مجلسی.[واژه ۱۸]

نخستین چاپ متد نوین حدود ۱۸۲۴ در لایپزیگ منتشر شد. اپوس ۲۲ (چهل و یک کاپریس برای ویولا) در حدود ۱۸۱۹ منتشر شد.

#### گستردگی و اهمیت نسخه‌های چاپی
این نسخه‌ها رسانهٔ اصلی انتقال میراث کامپانیولی به نسل‌های بعد بودند. محبوبیت آثار آموزشی او موجب شد که تا اواخر قرن نوزدهم بارها بازچاپ شوند. این پدیده نشان‌دهندهٔ یک تحول تاریخی در صنعت موسیقی بود؛ جایی که آثار آموزشی هدفمند می‌توانستند به محصولاتی پرفروش و پایدار برای ناشران تبدیل شوند. اهمیت این چاپ‌ها چنان است که امروزه نسخه‌های نخستین چاپی برای اجرای معتبر از آثار او، از نظر اعتبار در جایگاهی بالاتر از نسخه‌های خطی قرار دارند.

#### نسخه‌های اورتکست و چاپ‌های انتقادی مدرن
از اوایل قرن بیستم، ناشران برجستهٔ موسیقی مانند پترز،  هنله، شات و برن‌رایتر به انتشار چاپ‌های انتقادی از آثار آموزشی او، به‌ویژه اپوس‌های ۲۱ و ۲۲، اقدام کردند. یک چاپ انتقادی، با مقایسهٔ تمام منابع تاریخی موجود (نسخه‌های چاپ اول و نسخه‌های خطی مهم)، تلاش می‌کند تا متنی نزدیک به نیت اصلی آهنگساز و عاری از اشتباهات چاپ‌های بعدی ارائه دهد. چاپ فاکسیمیلهٔ متد نوین و کاپریس‌ها نیز در قرن بیستم توسط مؤسسات آموزشی مانند کنسرواتوار پاریس و کنسرواتوار لایپزیگ منتشر شد.

#### نسخه‌های دیجیتال و دسترسی آنلاین
بخش عمده‌ای از این چاپ‌های اولیه امروز در دسترس دیجیتال قرار دارد. IMSLP کامل‌ترین مجموعهٔ دیجیتال از آثار او را ارائه می‌دهد، شامل:
- متد نوین، اپوس ۲۱[واژه ۲۷]
- ۴۱ کاپریس برای ویولا، اپوس ۲۲[واژه ۲۸]
- دوئت‌ها، سونات‌ها، کنسرتوها[واژه ۲۹]

همچنین، پروژه‌های آرشیوی مانند گالیکا، مجموعه‌های دیجیتال کتابخانه درسدن و مرکز دیجیتال‌سازی مونیخ نسخه‌های کمیاب را اسکن کرده‌اند. این دسترسی گستردهٔ دیجیتال، به احیای مجدد علاقه به آثار او و پژوهش‌های نوین دربارهٔ سبک و تأثیرش در قرن بیست و یکم کمک شایانی کرده است.

### فهرست آثار
| اپوس   | عنوان اثر                               | سازبندی                           | نخستین ناشر / سال                | توضیحات | منا.   |
| ------ | --------------------------------------- | --------------------------------- | -------------------------------- | --- | ------ |
| Op. 1  | شش سونات برای ویولن و باسو              | ویولن، باسو کنتینوئو              | ریکوردی (میلان)، حدود ۱۷۸۰       | از نخستین آثار منتشرشدهٔ او که سبک اولیه و ایتالیایی‌اش را نشان می‌دهد.                                                                                                   | [ ۲۴ ] |
| Op. 2  | شش دوئت برای فلوت و ویولن               | فلوت، ویولن                       | ریکوردی (میلان)، حدود ۱۷۸۸       | مجموعه‌ای محبوب در ژانر موسیقی مجلسی خانگی. | [ ۲۵ ] |
| Op. 3  | سه کنسرتو برای فلوت                     | فلوت، ارکستر                      | هومل (برلین/آمستردام)، حدود ۱۷۹۰ | از آثار اولیه و کمتر شناخته‌شدهٔ او در فرم کنسرتو. | [ ۲۶ ] |
| Op. 4  | شش دوئت برای دو ویولن                   | ۲ ویولن                           | ریکوردی (میلان)                  | مجموعه‌ای آموزشی برای هنرجویان سطح متوسط. | [ ۲۷ ] |
| Op. 5  | —                                       | —                                 | —                                | این شماره اپوس در فهرست‌های معتبر آثار کامپانیولی ثبت نشده و به عنوان اثری گمشده یا تخصیص‌داده‌نشده در نظر گرفته می‌شود.                                                   | [ ۱۵ ] |
| Op. 6  | شش سونات برای ویولن و ویولنسل           | ویولن، ویولنسل                    | برایتکپف و هارتل (لایپزیگ)       | نمونه‌ای از گسترش فرم دوئت به دیالوگ میان دو ساز ملودیک. | [ ۲۸ ] |
| Op. 7  | سه تم با واریاسیون برای دو ویولن        | ۲ ویولن                           | برایتکپف و هارتل                 | تمرکزی بر فرم واریاسیون که در آن دوره بسیار محبوب بود. | [ ۲۹ ] |
| Op. 8  | سه مجموعه از تم‌های اپرایی برای دو ویولن | ۲ ویولن                           | —                                | این اثر در برخی کاتالوگ‌های اولیه به این اپوس نسبت داده شده، اما هیچ نسخهٔ چاپی یا دست‌نویسی از آن یافت نشده و در پژوهش‌های نوین، وضعیت آن «نامشخص» یا «گمشده» تلقی می‌شود. | [ ۳۰ ] |
| Op. 9  | سه دوئت کنسرتانت برای دو ویولن          | ۲ ویولن                           | برایتکپف و هارتل                 | آثاری با ساختار پیچیده‌تر و نقش برابر برای هر دو نوازنده. | [ ۳۱ ] |
| Op. 10 | شش فوگ برای ویولن سولو                  | ویولن سولو                        | برایتکپف و هارتل                 | نسخهٔ خطی در درسدن موجود است. | [ ۳۲ ] |
| Op. 11 | —                                       | —                                 | —                                | این شماره اپوس در فهرست‌های معتبر آثار کامپانیولی ثبت نشده و به عنوان اثری گمشده یا تخصیص‌داده‌نشده در نظر گرفته می‌شود.                                                   | [ ۱۵ ] |
| Op. 12 | سی پرلود برای ویولن سولو در تمام ۲۴ گام | ویولن سولو                        | ریکوردی / برایتکپف و هارتل       | یکی از آثار آموزشی مهم او. | [ ۳۳ ] |
| Op. 13 | شش پولونز برای ویولن سولو               | ویولن سولو (با ویولن دوم اختیاری) | ریکوردی / برایتکپف و هارتل       | مجموعه‌ای از قطعات در فرم رقص لهستانی پولونز، مناسب برای اجراهای سولو.                                                                                                  | [ ۳۴ ] |
| Op. 14 | شش دوئت آسان و تدریجی برای دو ویولن     | ۲ ویولن                           | برایتکپف و هارتل                 | یک اثر آموزشی مهم که هنرجویان را برای دوئت‌های پیچیده‌تر آماده می‌کند. | [ ۳۵ ] |
| Op. 15 | کنسرتو برای ویولن در سی بمل ماژور       | ویولن، ارکستر                     | برایتکپف و هارتل                 | دست‌نویس بخش‌هایی از آن در برلین موجود است. | [ ۳۶ ] |
| Op. 16 | سونات شبانه                             | ویولن، ویولا                      | ریکوردی / برایتکپف و هارتل       | در این اثر از تکنیک اسکورداتورا استفاده شده است. | [ ۳۷ ] |
| Op. 17 | هنر بداهه‌نوازی فانتزی‌ها و کادنزاها      | ویولن سولو                        | برایتکپف و هارتل                 | شامل ۲۴۶ قطعهٔ کوتاه. | [ ۳۸ ] |
| Op. 18 | هفت دیورتیمنتو برای ویولن سولو          | ویولن سولو                        | برایتکپف و هارتل                 | هر دیورتیمنتو بر یکی از هفت پوزیسیون ویولن تمرکز دارد. | [ ۳۹ ] |
| Op. 19 | سه دوئت برای دو ویولن                   | ۲ ویولن                           | برایتکپف و هارتل                 | ادامه‌ای بر مجموعه دوئت‌های موفق او برای دو ویولن. | [ ۴۰ ] |
| Op. 20 | ۱۰۱ قطعهٔ آسان و تدریجی برای دو ویولن    | ۲ ویولن                           | برایتکپف و هارتل                 | کی از جامع‌ترین مجموعه‌های آموزشی او برای نوازندگی دوئت. | [ ۴۱ ] |
| Op. 21 | متد نوین مکانیک پیشرونده                | ویولن                             | ریکوردی (۱۷۹۷)، برایتکپف (۱۸۲۴)  | مهم‌ترین اثر او. نسخهٔ اولیه در ۱۷۹۷ در میلان با عنوان متد برای ویولن منتشر شد.                                                                                          | [ ۴۲ ] |
| Op. 22 | ۴۱ کاپریس برای ویولا سولو               | ویولا سولو                        | برایتکپف و هارتل، حدود ۱۸۱۵      | سنگ بنای رپرتوار مدرن ویولا. | [ ۴۳ ] |

علاوه بر آثار اپوس‌دار، مجموعه‌ای از قطعات بدون شمارهٔ رسمی نیز از کامپانیولی به جای مانده است. این آثار که شامل قطعات مجلسی و تمرینات آموزشی می‌شوند، اغلب در زمان حیات آهنگساز منتشر نشده و بعدها در نسخه‌های خطی یا گلچین‌ها یافت شده‌اند.
| عنوان اثر             | سازبندی                     | توضیحات                                                                                 | منا.   |
| --------------------- | --------------------------- | --------------------------------------------------------------------------------------- | ------ |
| رمانس در لا ماژور     | ویولن و پیانو (احتمالی)     | نسخه‌های مختلفی از این قطعه وجود دارد.                                                   | [ ۴۴ ] |
| شش کوارتت برای فلوت   | فلوت، ویولن، ویولا، ویولنسل | از آثار مجلسی مهم او که کمتر شناخته شده است.                                            | [ ۴۵ ] |
| تریو زهی در سل ماژور  | ۲ ویولن و ویولنسل/کنترباس   | یکی از معدود آثار او در فرم تریو که نسخهٔ خطی آن باقی مانده است.                         | [ ۴۶ ] |
| تمرینات آموزشی تکمیلی | ویولن سولو                  | این تمرینات بدون شمارهٔ رسمی بوده و اغلب به عنوان ضمیمهٔ متد نوین (اپوس ۲۱) منتشر شده‌اند. | [ ۴۷ ] |

## دیسکوگرافی

### وضعیت ضبط‌ها و چالش‌های اجرایی
دیسکوگرافی بارتولومئو کامپانیولی، آینه‌ای از جایگاه دوگانهٔ او در تاریخ موسیقی است. آثار آموزشی او، به‌ویژه «۴۱ کاپریس برای ویولا» و «هفت دیورتیمنتو برای ویولن»، همواره بخشی جدایی‌ناپذیر از رپرتوار آموزشی بوده‌اند، اما ضبط کامل و تجاری آن‌ها تا دهه‌های اخیر به ندرت صورت گرفته است. بسیاری از نوازندگان بزرگ قرن بیستم، این قطعات را به عنوان تمرینات روزانه می‌نواختند، اما کمتر آن‌ها را به عنوان قطعاتی برای اجرا در کنسرت یا ضبط در استودیو در نظر می‌گرفتند. دلیل این امر، ماهیت عمدتاً پداگوژیک این آثار و همچنین سایهٔ سنگین آثاری مشابه از آهنگسازان دیگر، مانند کاپریس‌های پاگانینی یا کرویتزر، بود.
این کمبود ضبط، چالش‌های خاصی را نیز به همراه داشت که هر اجراکننده باید با آن‌ها روبرو شود:
- اولین چالش: انتخاب نسخهٔ مناسب.[واژه ۷۵] برای مثال، کاپریس‌های ویولا نسخه‌های متعددی دارند: نسخهٔ اصلی سولو (اورتکست)، ویرایش رمانتیک کارل توتمن با همراهی پیانو، و نسخه‌های آموزشی قرن بیستم که توسط ویولیست‌های بزرگ ویرایش شده‌اند. هر انتخاب، به صدایی متفاوت منجر می‌شود.[۴۹]
- دومین چالش: تفسیر سبک‌شناسانه.[واژه ۷۶] چون آثار کامپانیولی در نقطهٔ گذار از کلاسیک به رمانتیسیسم نوشته شده‌اند، اجراکننده باید میان وضوح ساختار و فرم کلاسیک از یک سو، و آزادی بیان و احساسات رمانتیک از سوی دیگر، تعادلی ظریف برقرار کند.[۵۰]
- سومین چالش: کمبود منابع صوتی برای الگوبرداری. برخلاف آثار پاگانینی که ده‌ها ضبط مرجع و تاریخی از آن موجود است، برای کامپانیولی، هر نوازنده و اجراگر باید تقریباً از صفر شروع کرده و مسیر تفسیری شخصی خود را بسازد.[۵۱]

از اواخر قرن بیستم، با رشد جریان «اجرای آگاهانه تاریخی» و علاقه به احیای رپرتوارهای کمتر شنیده‌شده، توجه به آثار کامپانیولی نیز افزایش یافت. نوازندگان و پژوهشگران به ارزش موسیقایی نهفته در دل این اتودها پی بردند و پروژه‌های ضبط کامل آغاز شد.

### ضبط‌های برجسته و رویکردهای تفسیری
امروزه چندین پروژهٔ مهم باعث شد جایگاه آثار کامپانیولی بازشناسی شود. این ضبط‌ها را می‌توان بر اساس رویکرد تفسیری‌شان دسته‌بندی کرد:
- رویکرد تاریخی-پژوهشی: ضبط‌هایی که بر بازآفرینی صدای اصیل دوران کامپانیولی تمرکز دارند. نمونهٔ بارز آن، ضبط «دیورتیمنتوهای سولو» توسط مائورو ریگینی است که با استفاده از ویولن باروک[بظ] و کوک تاریخی[بع] (A=432 Hz)،[بغ] به دنبال صدایی نزدیک به آنچه خود کامپانیولی می‌شنید، بوده است.[۵۳]
- رویکرد ویرتئوزیک مدرن: اجراهایی که بر نمایش قابلیت‌های فنی و درخشش آثار تمرکز دارند. ضبط «هنر ویولن سولو» از لوکا فانفونی که آثار کامپانیولی را در کنار پاگانینی قرار می‌دهد، نمونه‌ای از این رویکرد است.[۵۴]
- رویکرد بازآفرینی و تنظیم: ضبط‌هایی که به سراغ نسخه‌های تنظیم‌شدهٔ آثار می‌روند. مهم‌ترین نمونه، ضبط جهانی «۴۱ کاپریس برای ویولا» با پیانو (تنظیم توتمن) توسط مارکو میشاگنا[بف] است که موفق به دریافت جوایز بین‌المللی شد.[۵۵][۵۶]
- رویکرد جامع‌نگر:[واژه ۷۷] پروژه‌هایی که به دنبال ضبط کامل یک اپوس خاص هستند. مجموعهٔ لیبل[واژه ۷۸] بریلینت کلاسیکس[واژه ۷۹] با انتشار کامل کوارتت‌ها و دوئت‌ها (۲۰۱۸–۲۰۲۱) و همچنین ضبط کامل دوئت‌های دو ویولن توسط دوئو پارینو[واژه ۸۰] برای لیبل داوینچی کلاسیکس،[واژه ۸۱] در این دسته قرار می‌گیرند.[۵۷]
- رویکرد گلچین:[واژه ۸۲] برخی آثار کامپانیولی در قالب مجموعه‌های موضوعی مانند «میراث ویولای ایتالیا» یا «استادان کلاسیک ایتالیا» ضبط شده‌اند که به معرفی او در کنار چهره‌های بزرگ مکتب ویولن ایتالیایی کمک می‌کند.

### بخشی از ضبط‌های برگزیده
| عنوان آلبوم                                  | هنرمندان                                       | اثر (آثار) ضبط‌شده                                     | ناشر (لیبل)     | سال انتشار | توضیحات                                                              | منا.   |
| -------------------------------------------- | ---------------------------------------------- | ----------------------------------------------------- | --------------- | ---------- | -------------------------------------------------------------------- | ------ |
| کامپانیولی: ۴۱ کاپریس برای ویولا، اپوس ۲۲    | مارکو میشاگنا (ویولا)، مارکو چیانلا (پیانو)    | ۴۱ کاپریس برای ویولا، اپوس ۲۲ (نسخهٔ توتمن با پیانو)   | بریلینت کلاسیکس | ۲۰۲۲       | نخستین ضبط جهانی این نسخه. برندهٔ دو مدال طلای در جوایز موسیقی جهانی. | [ ۵۸ ] |
| کامپانیولی: ۶ کوارتت برای فلوت               | آنسامبل ایپوکرِنه                               | شش کوارتت فلوت (بدون اپوس)                            | بریلینت کلاسیکس | ۲۰۱۸       | استفاده از سازهای اصیل دورهٔ کلاسیک (اجرای آگاهانه تاریخی).           | [ ۵۹ ] |
| کامپانیولی: ۶ دوئت برای فلوت و ویولن، اپوس ۲ | استفانو پارینو (فلوت)، فرانچسکو پارینو (ویولن) | دوئت‌های اپوس ۲                                        | بریلینت کلاسیکس | ۲۰۱۹       | اجرای مدرن با تاکید بر تغزل ملودیک.                                  | [ ۶۰ ] |
| هنر ویولن سولو                               | لوکا فانفونی (ویولن)                           | دیورتیمنتوها و فوگ‌های منتخب + آثار ناردینی و پاگانینی | داینامیک        | ۲۰۰۸       | بازنمایی مکتب ویرتئوزیک ایتالیایی.                                   | [ ۶۱ ] |
| میراث ویولای ایتالیا                         | اتوره کازا (ویولا)                             | کاپریس‌های منتخب اپوس ۲۲ + سونات‌های نادر               | تاکتوس          | ۲۰۱۵       | تمرکز بر خط آوازگونهٔ آثار کامپانیولی.                                | [ ۶۲ ] |
| ویولای کلاسیک                                | اولریش درونر (ویولا)                           | گزیده‌ای از کاپریس‌ها و دوئت‌های ویولن-ویولا             | هنسلر کلاسیک    | ۱۹۹۸       | یکی از نخستین ضبط‌های قرن بیستم از آثار آموزشی او.                    | [ ۶۳ ] |
| گلچین آثار ویرتئوزیک ویولا                   | هنرمندان مختلف                                 | قطعات منتخب از کامپانیولی، رولّا و استامتس             | ناکسوس          | ۲۰۱۰       | دربرگیرندهٔ بخشی از کاپریس‌ها.                                         | [ ۶۴ ] |
| کامپانیولی: مجموعه کامل دوئت‌ها برای ۲ ویولن  | دوئو پارینو                                    | دوئت‌های اپوس ۱ و ۵                                    | داوینچی کلاسیکس | ۲۰۲۰       | نخستین ضبط دیجیتال این مجموعه با متن انتقادی.                        | [ ۶۵ ] |
| کامپانیولی: دیورتیمنتوها برای ویولن سولو     | مائورو ریگینی (ویولن)                          | دیورتیمنتوهای سولو بدون اپوس                          | تاکتوس          | ۲۰۱۲       | ضبط با ساز دوره‌ای و کوک تاریخی.                                      | [ ۶۶ ] |
| کامپانیولی: تریو کنسرتانت بزرگ               | آنسامبل هارمونیوسا                             | آثار مجلسی کمیاب (سه‌نوازی‌ها)                          | بریلینت کلاسیکس | ۲۰۲۱       | بازسازی بر پایهٔ نسخهٔ نخستین چاپ.                                     | [ ۶۷ ] |

## نامه‌ها
برخلاف آهنگسازانی چون موتسارت یا بتهوون، مجموعهٔ کامل و مدونی از نامه‌های بارتولومئو کامپانیولی منتشر نشده است. با این حال، مکاتبات پراکنده‌ای که از او در آرشیوهای مختلف اروپا و آمریکا باقی مانده، تصویری بسیار روشن و ارزشمند از شخصیت حرفه‌ای، دیدگاه‌های هنری و زندگی شخصی او ارائه می‌دهد. این نامه‌ها او را نه تنها به عنوان یک هنرمند بزرگ، بلکه به عنوان یک مدیر دقیق، یک نظریه‌پرداز خودآگاه و یک پدر فداکار به نمایش می‌گذارند. افزون بر این، مطالعهٔ این مکاتبات به پژوهشگران اجازه می‌دهد تا زوایای کمتر شناخته‌شدهٔ رابطهٔ او با ناشران، نوازندگان برجستهٔ هم‌عصر و نهادهای موسیقی را آشکار کنند. بسیاری از این نامه‌ها در گذشتهٔ نزدیک در پروژه‌های دیجیتال‌سازی، مانند کاتالوگ جامع دست‌نوشته‌های آلمان، مورد بررسی قرار گرفته‌اند و برای نخستین بار امکان دسترسی عمومی یافته‌اند.

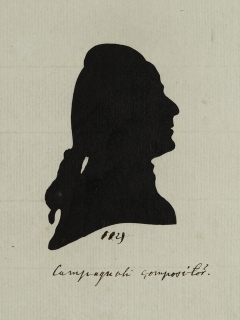
تصویر شبح‌گونه (سیلوئت) منسوب به کامپانیولی، از مجموعهٔ هیئت ملی آثار باستانی فنلاند.

#### مکاتبات حرفه‌ای: آهنگساز و ناشر
مهم‌ترین و گسترده‌ترین بخش از مکاتبات شناخته‌شدهٔ کامپانیولی، نامه‌های او با ناشر بزرگ آلمانی، برایتکپف و هارتل، در دوران اقامتش در لایپزیگ است. این نامه‌ها که در آرشیو این مؤسسه نگهداری می‌شوند، جزئیات دقیقی از روند انتشار آثار کلیدی او را روشن می‌سازند. در این مکاتبات، کامپانیولی با وسواسی کم‌نظیر، بر اصلاحات و غلط‌گیری چاپ‌های جدید «متد نوین» (اپوس ۲۱) نظارت می‌کند، دربارهٔ جزئیات فنی و انگشت‌گذاری «کاپریس‌های ویولا» (اپوس ۲۲) توضیح می‌دهد و مسائل مالی و قراردادهای مربوط به انتشار آثارش را با دقتی تجاری مدیریت می‌کند. او حتی در برخی نامه‌ها، به‌طور مستقیم در مورد کیفیت کاغذ، شیوهٔ حکاکی نت‌ها و طراحی جلد دخالت می‌کند و از ناشر می‌خواهد که استانداردهای آموزشی را فدای سود تجاری نکند. این نامه‌ها به وضوح نشان می‌دهند که او خود را نه فقط یک آهنگساز، بلکه یک پداگوگ مسئول می‌دانست که به کیفیت نهایی و کاربردی بودن آثار آموزشی‌اش اهمیت فوق‌العاده‌ای می‌داد.

#### نامه‌های شخصی و هنری
دستهٔ دیگری از نامه‌های او، مکاتبات شخصی‌اش با دیگر هنرمندان و دوستانش در سراسر اروپاست که دیدگاه‌های عمیق او دربارهٔ هنر و جایگاه خودش را آشکار می‌کند. یکی از مشهورترین نمونه‌های باقی‌مانده، نامه‌ای است که در سال ۱۸۱۵ از لایپزیگ به دوستی در میلان نوشته و اکنون در کتابخانه و موزهٔ مورگان در نیویورک نگهداری می‌شود. او در این نامه، با جزئیات از وضعیت زندگی موسیقایی در آلمان، نقش رهبران ارکستر، سلیقهٔ شنوندگان و تفاوت‌های بنیادین آن با فضای هنری ایتالیا می‌نویسد و حتی به نقد سیاست‌های فرهنگی دوران ناپلئون می‌پردازد.
شاید مهم‌ترین و افشاگرانه‌ترین جمله در تمام مکاتبات او، در نامه‌ای به دوست آهنگسازش، لوئیجی کروبینی، در پاریس یافت می‌شود. کامپانیولی در این نامه، هویت هنری منحصربه‌فرد خود را که در نقطهٔ تلاقی دو فرهنگ بزرگ شکل گرفته بود، به زیبایی خلاصه می‌کند و خود را هنرمندی با «دانش آلمانی و روح ایتالیایی» توصیف می‌کند. این عبارت کوتاه، به بهترین شکل ممکن، جوهرهٔ سبک او را به عنوان پلی میان ساختارمندی مکتب شمال و تغزل پرشور مکتب جنوب، به تصویر می‌کشد. جالب آنکه همین عبارت بعدها در چندین مقالهٔ قرن نوزدهم دربارهٔ سبک نوازندگی او تکرار شد و به نوعی به شعار غیررسمی مکتب ویولا بدل گردید.

#### نامه‌های دوران بازنشستگی
پس از بازنشستگی از ارکستر گواندهاوس در سال ۱۸۱۸، لحن و محتوای نامه‌های او به طور کامل تغییر می‌کند. در این دوره، او دیگر نه به عنوان یک کنسرت‌مایستر یا آهنگساز، بلکه به عنوان یک پدر و مدیر برنامه‌های هنری می‌نویسد. مکاتبات او در این سال‌ها، عمدتاً با مدیران اپرا و برنامه‌گذاران کنسرت در شهرهایی چون فرانکفورت و هانوفر است و در آن‌ها، با جدیت و نگرانی یک پدر، به دنبال فراهم کردن بهترین فرصت‌های شغلی برای دو دختر خواننده‌اش، آلبرتینا و جیانتا، است. در برخی نامه‌ها حتی جزئیات مربوط به قراردادهای مالی، شرایط اقامت، و نگرانی‌های بهداشتی آن زمان (مانند شیوع بیماری‌ها در سفر) دیده می‌شود که تصویری انسانی و عمیقاً شخصی از سال‌های پایانی زندگی او ارائه می‌دهند؛ دورانی که او شهرت و فعالیت حرفه‌ای خود را فدای موفقیت نسل بعدی خانواده‌اش کرد. این تغییر لحن، نقطهٔ مقابل مکاتبات پرشور دوران جوانی اوست و از گذار یک هنرمند موفق به نقشی کاملاً خانوادگی و حمایتی حکایت دارد.

## واژه‌نامه
1. ↑  manuscript copies
2. ↑  autograph manuscripts
3. ↑  Urtext
4. ↑  Universitätsbibliothek Leipzig
5. ↑  Stadtbibliothek Leipzig
6. ↑  Sächsische Landesbibliothek — Staats- und Universitätsbibliothek Dresden (SLUB)
7. ↑  Staatsbibliothek zu Berlin
8. ↑  Bayerische Staatsbibliothek (BSB)
9. ↑  Österreichische Nationalbibliothek
10. ↑  Gesellschaft der Musikfreunde
11. ↑  Conservatorio di musica "Giuseppe Verdi" di Milano
12. ↑  Biblioteca del Conservatorio Giovanni Battista Martini
13. ↑  Bibliothèque nationale de France (BnF)
14. ↑  Allgemeine musikalische Zeitung
15. ↑  Casa Ricordi
16. ↑  Janet et Cotelle
17. ↑  N. Simrock
18. ↑  Pleyel et Fils
19. ↑  Nouvelle méthode, Op. 21
20. ↑  41 Caprices for Viola
21. ↑  Edition Peters
22. ↑  G. Henle Verlag
23. ↑  Schott Music
24. ↑  Bärenreiter
25. ↑  critical editions
26. ↑  Facsimile
27. ↑  Nouvelle méthode, Op. 21
28. ↑  41 Caprices for Viola, Op. 22
29. ↑  Duos, Sonatas, Concertos
30. ↑  Gallica
31. ↑  SLUB Dresden Digital Collections
32. ↑  Münchener Digitalisierungszentrum (MDZ)
33. ↑  Six Sonatas for Violin and Basso
34. ↑  Violin, Basso continuo
35. ↑  Ricordi (Milan)
36. ↑  Six Duos for Flute and Violin
37. ↑  Flute, Violin
38. ↑  Three Flute Concertos
39. ↑  Flute, Orchestra
40. ↑  Hummel (Berlin/Amsterdam)
41. ↑  Six Duos for Two Violins
42. ↑  2 Violins
43. ↑  Six Sonatas for Violin and Cello
44. ↑  Violin, Cello
45. ↑  Breitkopf & Härtel (Leipzig)
46. ↑  Three Themes with Variations for Two Violins
47. ↑  Three Sets of Operatic Themes for Two Violins
48. ↑  Three Concertant Duos for Two Violins
49. ↑  Six Fugues for Solo Violin
50. ↑  Solo Violin
51. ↑  Thirty Preludes for Solo Violin in all 24 Keys
52. ↑  Six Polonaises for Solo Violin
53. ↑  Six Easy and Progressive Duos for Two Violins
54. ↑  Concerto for Violin in B-flat major
55. ↑  Violin, Orchestra
56. ↑  عنوان اصلی (فرانسوی): L’Illusion de la viole d’amour

ترجمه (انگلیسی): The Illusion of the Viola d'Amore
57. ↑  Violin, Viola
58. ↑  Scordatura
59. ↑  L’art d’inventer des Fantaisies et Cadences
60. ↑  Seven Divertimenti for Solo Violin
61. ↑  Three Duos for Two Violins
62. ↑  101 Pièces Faciles et Progressives
63. ↑  عنوان اصلی (فرانسوی): Nouvelle méthode de la mécanique progressive du jeu de violon

ترجمه (انگلیسی): New Method of the Progressive Mechanics of Violin Playing
64. ↑  عنوان اصلی (ایتالیایی): Metodo per violino

ترجمه (انگلیسی): Method for Violin
65. ↑  41 Caprices for Solo Viola
66. ↑  Solo Viola
67. ↑  Romanze in A major
68. ↑  Violin and Piano (probable)
69. ↑  Six Flute Quartets
70. ↑  Flute, Violin, Viola, Cello
71. ↑  String Trio in G major
72. ↑  2 Violins and Cello/Double Bass
73. ↑  Additional Educational Exercises
74. ↑  Discography
75. ↑  Edition
76. ↑  Stylistic Interpretation
77. ↑  Integral
78. ↑  Label
79. ↑  Brilliant Classics
80. ↑  Duo Parrino
81. ↑  Da Vinci Classics
82. ↑  Anthology
83. ↑  Campagnoli: 41 Caprices for Viola, Op. 22
84. ↑  Marco Misciagna
85. ↑  Marco Cianella
86. ↑  Brilliant Classics
87. ↑  Global Music Awards
88. ↑  Campagnoli: 6 Flute Quartets
89. ↑  Ippocrene Ensemble
90. ↑  Campagnoli: 6 Duos for Flute & Violin, Op. 2
91. ↑  Stefano Parrino
92. ↑  Francesco Parrino
93. ↑  L'arte del violino solo
94. ↑  Luca Fanfoni
95. ↑  Dynamic
96. ↑  Italian Viola Heritage
97. ↑  Ettore Causa
98. ↑  Tactus
99. ↑  The Classical Viola
100. ↑  Ulrich Drüner
101. ↑  Hänssler Classic
102. ↑  Virtuoso Viola Anthology
103. ↑  Naxos
104. ↑  Campagnoli: Complete Duos for 2 Violins
105. ↑  Duo Parrino
106. ↑  Da Vinci Classics
107. ↑  critical text
108. ↑  Campagnoli: Divertimenti for Solo Violin
109. ↑  Mauro Righini
110. ↑  period instrument
111. ↑  Campagnoli: Grand Trio Concertant
112. ↑  Ensemble Armoniosa
113. ↑  به فنلاندی: Museovirasto

### برگرفته از دیگر ویکی‌ها
- مشارکت‌کنندگان ویکی‌پدیا. «Bartolomeo Campagnoli». در دانشنامهٔ ویکی‌پدیای انگلیسی، بازبینی‌شده در ۲۹ ژوئیه ۲۰۲۵.[۱]